# Сидулово-Ерыклы
 Сидулово-Ерыклы  — деревня в Аксубаевском районе Татарстана. Входит в состав Урмандеевского сельского поселения.

## География
Находится в южной части Татарстана на расстоянии приблизительно 19 км на север по прямой от районного центра поселка Аксубаево.

## История
Основана в 1920-х годах.

## Население
Постоянных жителей было: в 1926—260, в 1938—247, в 1949—137, в 1958—252, в 1970—255, в 1979—241, в 1989—130, в 2002 году 142 (чуваши 99 %), в 2010 году 152.